# Taʿlīq

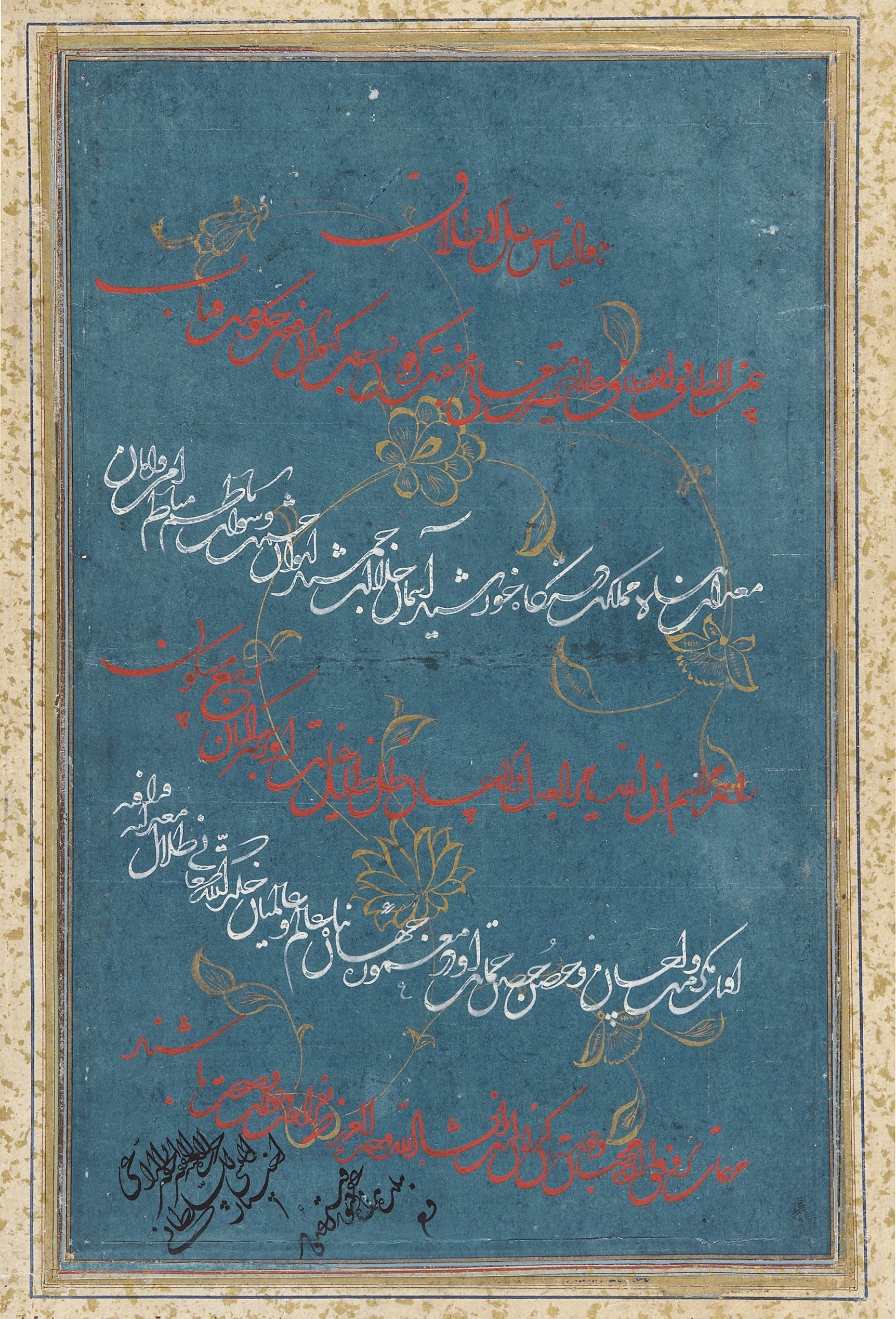
Esempio di scrittura Ta'liq

La scrittura taʿlīq (Nastaliq: in persiano تعلیق‎ è uno stile di scrittura in calligrafia islamica progettato specificamente per soddisfare le esigenze della lingua persiana. Fu ampiamente usata, specialmente nelle società persiane, fino a quando non fu sostituita dalla scrittura Nasta'liq. Taʿlīq è anche generalmente usato come nome per la scrittura Nastaliq in lingua turca e spesso in lingua araba. Anche la scrittura Nasta'liq è ispirata al Ta'liq.